# Brodolom „Telemaha”
Brodolom Telemaha je redovna epizoda Marti Misterije premijerno objavljena u Srbiji u svesci #55. u izdanju Veselog četvrtka. Sveska je objavljena 10. septembra 2020. Koštala je 380 din (3,2 €; 3,6 $). Imala je 154 strane.

## Originalna epizoda
Originalna epizoda pod nazivom Il naufragio del Telemaco objavljena je premijerno u #333. regularne edicije Marti Misterije koja je u Italiji u izdanju Bonelija izašla 12. juna 2014. Epizodu nacrtao Giovanni Romanini, a scenario napisao Alfredo Castelli. Naslovnu stranu nacrtao Giancarlo Alessandrini. Koštala je 6,3 €.

## Kratak sadržaj
Prolog. Normandija, 31. decembra 1789. Nekoliko meseci posle Buržoaske revolucije, francuska aristokratija i sveštenstvo organizuje prenos kraljevskog blaga Luja XVI na sigurnije mesto. Prevoz organizuje gospodin Leru, koji je unajmio brod „Telemah“. Taman kada je brod isplovio, grupa revolucionarne narodne garde se pojavljuje i zahteva da im se preda blago. U tom trenutku Telemah tone, a sa njim i blago.
Godine 2014. u ispod mosta u Hekensaku (grad u Nju Džerziju) pronađeni su ostaci potonulog broda. Dnevnik ukazuje na to da su ostaci broda „Telemah“. Narednog dana Marti Misteriju posećuje Frenk Rozenberg, vodoinstalater. Posle kraćeg razgovora, Rozenberg se predstavalja kao Vojvoda od Normandije i pretendent na presto Francuske.

## Prethodna i naredna sveska
Prethodna sveska Marti Misterije nosila je naziv Buđenje Tiamat (#54), a naredna Grabljivci Svete šume (#56).